# Bosgouet
Bosgouet település Franciaországban, Eure megyében. Lakosainak száma 776 fő (2022. január 1.). Bosgouet Barneville-sur-Seine, Bourg-Achard, Honguemare-Guenouville, La Londe és Grand-Bourgtheroulde községekkel határos.

## Népesség
A település népességének változása:
| Lakosok száma | 353  | 524  | 569  | 576  | 636  | 657  | 707  | 737  | 755  | 776  |
|               | 1968 | 1982 | 1990 | 2006 | 2013 | 2015 | 2017 | 2019 | 2020 | 2022 |